# Palais Hoyos-Sprinzenstein
Le palais Hoyos-Sprinzenstein est un palais de Vienne, au Hoyosgasse 5-7, dans l'arrondissement d'Wieden.

## Histoire
Il doit son nom à son commanditaire, la maison de Hoyos-Sprinzenstein. 
Le palais est construit en deux temps. En 1899, l'atelier d'Amand Louis Bauqué et Albert Emilio Pio conçoit l'aile du Gußhausstraße 8. En 1901, l'aile de Mattiellistraße est dessiné par Viktor Siedek et bâti par Karl Stiegler.
Le palais est aujourd'hui une résidence.

## Architecture
L'immeuble de cinq étages sur trois parties sur un rez-de-chaussée rainuré. Les appartements, les avant-corps avec des balcons courbes et des balustrades en pierre composent la façade. Un portail circulaire avec un auvent en fer forgé se trouve au centre. Le deuxième étage est également rainurée et a un larmier à la fenêtre.

## Source de la traduction
- (de) Cet article est partiellement ou en totalité issu de l’article de Wikipédia en allemand intitulé « Palais Hoyos-Sprinzenstein » (voir la liste des auteurs).